# Tournée de l'équipe de France de rugby à XIII en 2001
La tournée de l'équipe de France de rugby à XIII en 2001 est la dixième tournée d'une équipe de rugby à XIII représentant la France en hémisphère sud, la dernière étant en 1995. Elle se déroule en Nouvelle-Zélande et Papouasie-Nouvelle-Guinée.

## Résultats des test-matchs
Le tableau suivant récapitule les résultats de l'équipe de France contre les équipes nationales. 
| No | Date         | Lieu                                             | Match                              | Score   | Compétition |
| -- | ------------ | ------------------------------------------------ | ---------------------------------- | ------- | ----------- |
| 1  | 10 juin 2001 | Mount Smart Stadium - Nouvelle-Zélande           | Nouvelle-Zélande – France          | 36 – 0  | test match  |
| 2  | 16 juin 2001 | PNG Football Stadium - Papouasie-Nouvelle-Guinée | Papouasie-Nouvelle-Guinée – France | 16 – 27 | test match  |
| 3  | 20 juin 2001 | Danny Leahy Oval - Papouasie-Nouvelle-Guinée     | Papouasie-Nouvelle-Guinée – France | 34 – 24 | test match  |

## Groupe de la tournée
Le sélectionneur est Gilles Dumas.
| Joueur                 | Date de naissance | Club                     |
| Éric Anselme           | 20 mai 1978       | Saint-Gaudens            |
| Frédéric Banquet       | 24 mars 1976      | Villeneuve-sur-Lot       |
| Patrice Benausse       | 21 mars 1972      | Toulouse                 |
| David Berthezène       | 27 octobre 1980   | Union treiziste catalane |
| Jean-Christophe Borlin | 21 décembre 1976  | Saint-Gaudens            |
| Laurent Carrasco       | 7 novembre 1976   | Villeneuve-sur-Lot       |
| Gilles Cornut          | 2 janvier 1976    | Villeneuve-sur-Lot       |
| Fabien Devecchi        | 9 mars 1975       | Avignon                  |
| Arnaud Dulac           | 10 mars 1973      | Saint-Gaudens            |
| Laurent Frayssinous    | 7 mai 1977        | Villeneuve-sur-Lot       |
| Romain Gagliazzo       | 27 juin 1978      | Villeneuve-sur-Lot       |
| Renaud Guigue          | 14 août 1979      | Avignon                  |
| Rachid Hechiche        | 4 juillet 1973    | Lyon-Villeurbanne        |
| Sylvain Houles         | 3 août 1981       | Union treiziste catalane |
| Pascal Jampy           | 1er mai 1973      | Union treiziste catalane |
| Patrick Noguera        | 29 septembre 1971 | Pia                      |
| Nicolas Piccolo        | 14 février 1978   | Limoux                   |
| Artie Shead            | 28 juillet 1978   | Villeneuve-sur-Lot       |
| Romain Sort            | 21 août 1974      | Villeneuve-sur-Lot       |
| Gaël Tallec            | 15 août 1976      | Union treiziste catalane |
| Frédéric Teixido       | 27 mai 1972       | Limoux                   |
| Mickaël Van Snick      | 15 juillet 1979   | Villeneuve-sur-Lot       |
| Jérôme Vincent         | 10 juillet 1975   | Toulouse                 |
| Vincent Wulf           | 5 janvier 1973    | Villeneuve-sur-Lot       |